# نایارا بریستاین
نایارا بریستاین (انگلیسی: Naiara Beristain؛ زادهٔ ۴ ژانویهٔ ۱۹۹۲) بازیکن فوتبال اهل اسپانیا است.
از باشگاه‌هایی که در آن بازی کرده‌است می‌توان به باشگاه فوتبال زنان رئال سوسیداد و باشگاه فوتبال اتلتیک بیلبائو اشاره کرد.
وی همچنین در تیم‌های ملی فوتبال زنان اسپانیا و Basque Country women's national football team بازی کرده‌است.